# Wyznanie augsburskie
Wyznanie augsburskie (Konfesja augsburska, łac. Confessio Augustana) – podstawowa księga wyznaniowa luteranizmu, napisana przez Filipa Melanchtona i ogłoszona na sejmie Rzeszy w Augsburgu 25 czerwca 1530 roku. Od tytułu wyznania biorą swoją nazwę Kościoły ewangelicko-augsburskie. Wraz z pozostałymi księgami wyznaniowymi wchodzi w skład Księgi zgody, opublikowanej w 50. rocznicę ogłoszenia Wyznania augsburskiego.
W reakcji na Wyznanie augsburskie strona katolicka przygotowała jego Konfutację (Obalenie), na którą Melanchton odpowiedział Obroną Wyznania augsburskiego.

## Historia

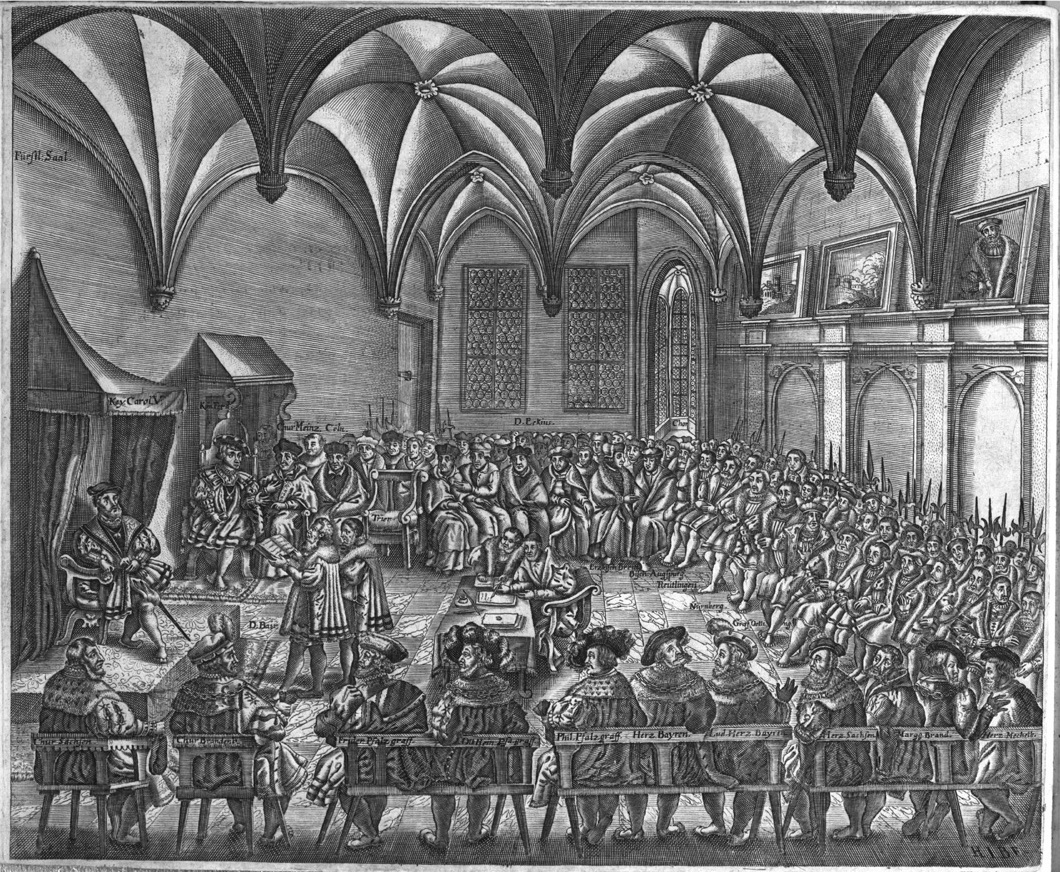
Sejm w Augsburgu – saski kanclerz, dr. Christian Beyer (także autor tej ryciny) przedstawia wyznanie augsburskie cesarzowi Karolowi V Habsburg

### Historia powstania
Początkowo reformacja luterańska nie widziała potrzeby sformułowania wyznania wiary. Reformatorzy sprzeciwiali się temu, co postrzegali jako nowość, a za podstawę swych działań uznawali wyłącznie Słowo Boże. Rozwój sytuacji sprawił jednak, że reformacja nie mogła już być jedynie spontanicznym ruchem i wymagała jakieś formy instytucjonalizacji. Wprowadzane zmiany wymagały teoretycznego uzasadnienia. Pewien projekt ewangelickiego wyznania wiary można dostrzec już w sporządzonym przez Filipa Melanchtona i przejrzanym przez Marcina Lutra Pouczeniu dla wizytatorów (niem. Unterricht der Visitatoren) z 1528 roku. Również w innych miejscach formułowano wtedy wyznania wiary konieczne do prowadzenia misji na określonym terytorium.
W 1529 roku na drugim sejmie w Spirze nie tylko uchylono postanowienia pierwszego sejmu z 1526 roku, na którym przyznano miastom i księstwom realną swobodę w kształtowaniu swej polityki religijnej, lecz także wyraźnie zabroniono rozpowszechniania reformacji i przywrócono ważność edyktu wormackiego. Przeciwko temu postanowieniu wystąpiły stany ewangelickie, przedstawiając tzw. Protestację ze Spiry (od której pochodzi nazwa „protestanci”). Kiedy król Ferdynand odmówił przyjęcia Protestacji, stany ewangelickie skierowały apelację do cesarza.
21 stycznia 1530 roku cesarz Karol V Habsburg wydał orędzie zwołujące na dzień 8 kwietnia sejm w Augsburgu. W wezwaniu tym zażądał od stanów złożenia sprawozdania o ich wierze. Ewangelicy byli słabo przygotowani, obawy budziło też zawarcie pokoju przez cesarza z papieżem Klemensem VII; z drugiej strony, w obliczu zagrożenia tureckiego, cesarz nie mógł sobie pozwolić na otwarty konflikt, dlatego zapowiedź rozpatrzenia kwestii religijnych miała brzmienie bardzo pokojowe.
Stany ewangelickie różnie ustosunkowały się do wezwania cesarskiego. Elektor saski Jan Stały podszedł do niego pozytywnie, przyjął zaproszenie na sejm i 14 marca 1530 roku zlecił Marcinowi Lutrowi, Filipowi Melanchtonowi i Janowi Bugenhagenowi sporządzenie dokumentu przedstawiającego przeprowadzone reformy i ich teologiczne uzasadnienie. Rezultatem tych prac były, przedstawione elektorowi 27 marca, tzw. Artykuły torgawskie. Artykuły te zawierały „ocenę zniesionych w zborach saskich nadużyć”, nie omawiały jednak zasad wiary.
2 maja elektor dotarł do Augsburga wraz z Melanchtonem i innymi teologami. Luter, jako wyjęty spod prawa banita, musiał pozostać w przygranicznym Coburgu, skąd jednak mógł służyć pomocą i radą. W Augsburgu Melanchton zapoznał się z 404 artykułami Jana Ecka, które wyliczały błędne – jego zdaniem – wypowiedzi z pism reformatorów. Wypowiedzi Lutra i Melanchtona były w nich pomieszane z poglądami innych reformatorów, w tym nawet anabaptystów. Stało się oczywiste, że Artykuły torgawskie nie są wystarczające i konieczne jest opracowanie nowego dokumentu, który byłby także pozytywnym wykładem nauki reformatorów.
Opracowania nowego wyznania podjął się Melanchton. Chociaż zadanie go zaskoczyło, zdołał ukończyć dokument do 11 maja. Przy opracowaniu wyznania posłużył się Artykułami marburskimi, uzgodnionymi podczas spotkania z Huldrychem Zwinglim i innymi reformatorami szwajcarskimi w Marburgu, opracowanymi jeszcze przed nimi Artykułami szwabachskimi, które miały stanowić podstawę zamierzonego związku stanów ewangelickich, a także Wyznaniem o Wieczerzy Pańskiej Lutra z 1528 roku. Na nowo opracowano też artykuły dotyczące nadużyć.
11 maja elektor przesłał Lutrowi projekt wyznania do zaopiniowania. Luter ocenił je pozytywnie. Nie był to jednak ostateczny tekst Wyznania augsburskiego. Melanchton do końca wprowadzał poprawki, starając się złagodzić wymowę Wyznania prawdopodobnie usunął z niego niektóre artykuły, m.in. o czyśćcu i papieżu. Podjęto współpracę z przedstawicielami innych terytoriów ewangelickich (początkowo dokument miał być jedynie prywatnym wyznaniem księcia Jana Stałego). W pracach brał udział także kanclerz Gregor Brück. 31 maja delegatom Norymbergi przedstawiono łaciński tekst wyznania, a 3 czerwca także niemiecki. Teksty te już niewiele różniły się od tekstu ostatecznego.
15 czerwca, w przeddzień święta Bożego Ciała, cesarz przybył do Augsburga. Zaraz po przybyciu nakazał książętom wziąć udział w procesji Bożego Ciała i zakazał głoszenia kazań ewangelickich. Książęta ewangeliccy odmówili, w kwestii kazań natomiast uzyskano porozumienie, że żadne kazania nie będą głoszone. Wydarzenia jednak wpłynęły przygnębiająco na ewangelików, doprowadzając jednak do jeszcze mocniejszego zbliżenia stanów ewangelickich. W prace nad Wyznaniem zaangażował się landgraf heski Filip Wielkoduszny. Jednocześnie pokojowo nastawiony Melanchton podjął się tajemnych negocjacji z przedstawicielami cesarza, w których starał się on bagatelizować różnice wyznaniowe. Po odbytych 21 czerwca konsultacjach z Gregorem Brückiem zaniechał jednak dalszych negocjacji, gdyż kanclerz przekonał Melanchtona o ich szkodliwości dla sprawy ewangelickiej. 23 czerwca dokonano ostatecznej redakcji i podpisania pisma.
24 czerwca ewangelicy zwrócili się do cesarza z prośbą o odczytanie Wyznania. Z powodu późnej pory cesarz zaproponował, by poprzestać na dostarczeniu jego pisemnej wersji. Ewangelicy doprowadzili jednak do odczytania Wyznania w dniu następnym. Doszło do tego w izbie kapituły w pałacu biskupim. Początkowo cesarz chciał odczytania jego łacińskiej wersji, jednak strona protestancka obstawała przy odczytaniu także tekstu niemieckiego, czego ostatecznie dokonał kanclerz Christian Beyer. Następnie cesarzowi przekazano obie wersje Wyznania.

### Reakcja strony katolickiej
Po ogłoszeniu Wyznania augsburskiego zostało ono poddane badaniom przez obecnych na sejmie teologów papieskich. Wbrew oczekiwaniom stanów ewangelickich przeciwnicy obozu reformacyjnego nie przedstawili własnego projektu wyznania, twierdząc, że trwają przy dawnej wierze i nie są jedną z dwóch równouprawnionych stron w sporze. Najbardziej zdecydowani wrogowie reformacji opowiadali się za rozwiązaniem siłowym. Cesarz obstawał jednak, by przedstawić dokument stanowiący odpowiedź na Wyznanie, dlatego staraniem kardynała Lorenzo Campeggio i wyznaczonych przez niego ok. 20 uczonych, w tym Ecka, Fabra, Cochläusa, Dietenbergera i Wimpiny, sformułowano tzw. Konfutację.

### Przyjęcie przez ewangelików
Marcin Luter nie krył pewnej krytyki wobec nadmiernie – jego zdaniem – ugodowej postawy Melanchtona, a zwłaszcza pominięcia niektórych artykułów, np. o papiestwie, czyśćcu, odpustach czy kulcie świętych. Podobne odczucia mieli Johann Brenz i przedstawiciele Norymbergi. Mimo tego Luter pozytywnie oceniał Wyznanie augsburskie, traktując jego ogłoszenie jako zwycięstwo Słowa Bożego.
Wyznanie augsburskie bardzo szybko uznano za oficjalną prezentację nauki luterańskiej. Przyjęcie Wyznania augsburskiego było warunkiem przystąpienia do związku szmalkaldzkiego. Jego autorytet został potwierdzony przez przyjętą w 1577 roku Formułę zgody i w 1580 roku weszło w skład Księgi zgody.

### Późniejsze zmiany Melanchtona
Melanchton przez całe życie uważał Wyznanie augsburskie za swoje własne dzieło i już krótko po jego ogłoszeniu zaczął dokonywać modyfikacji jego treści. Najbardziej znaną ze zmienionych wersji jest wydana w 1540 roku tzw. Confessio Augustana variata (Zmienione Wyznanie augsburskie). Wydanie to nie stwierdzało już realnej obecności Chrystusa w chlebie i winie podczas Wieczerzy Pańskiej ani nie odrzucało inaczej nauczających, co zbliżało jej naukę do kalwinizmu. Kolejne zmiany wprowadzono w 1542 roku. Nie wszyscy akceptowali to, np. elektor saski Jan Fryderyk Wspaniałomyślny uważał, że Wyznanie wyraża poglądy jego sygnatariuszy, a nie tylko autora. Jednak protest zaczął narastać dopiero po śmierci Lutra w 1546 roku, kiedy luteranie podzieli się na zwolenników „czystej” nauki luterańskiej (tzw. gnezjoluteranów) i bardziej ugodowych zwolenników Melanchtona zwanych filipistami. Ostatecznie w Księdze zgody znalazła się niezmieniona wersja Wyznania augsburskiego. Zmienione Wyznanie augsburskie przyjęły w późniejszym okresie Kościoły ewangelicko-unijne.

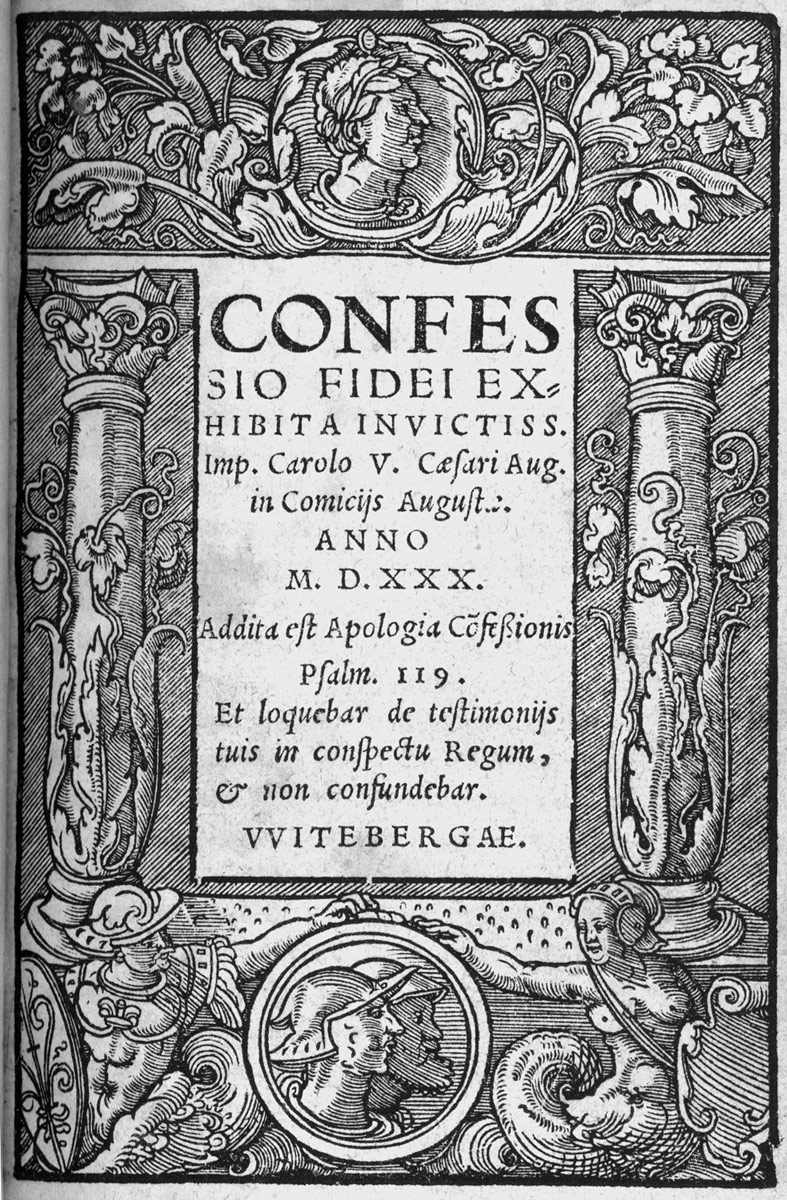
Strona tytułowa editio princeps z 1531 roku

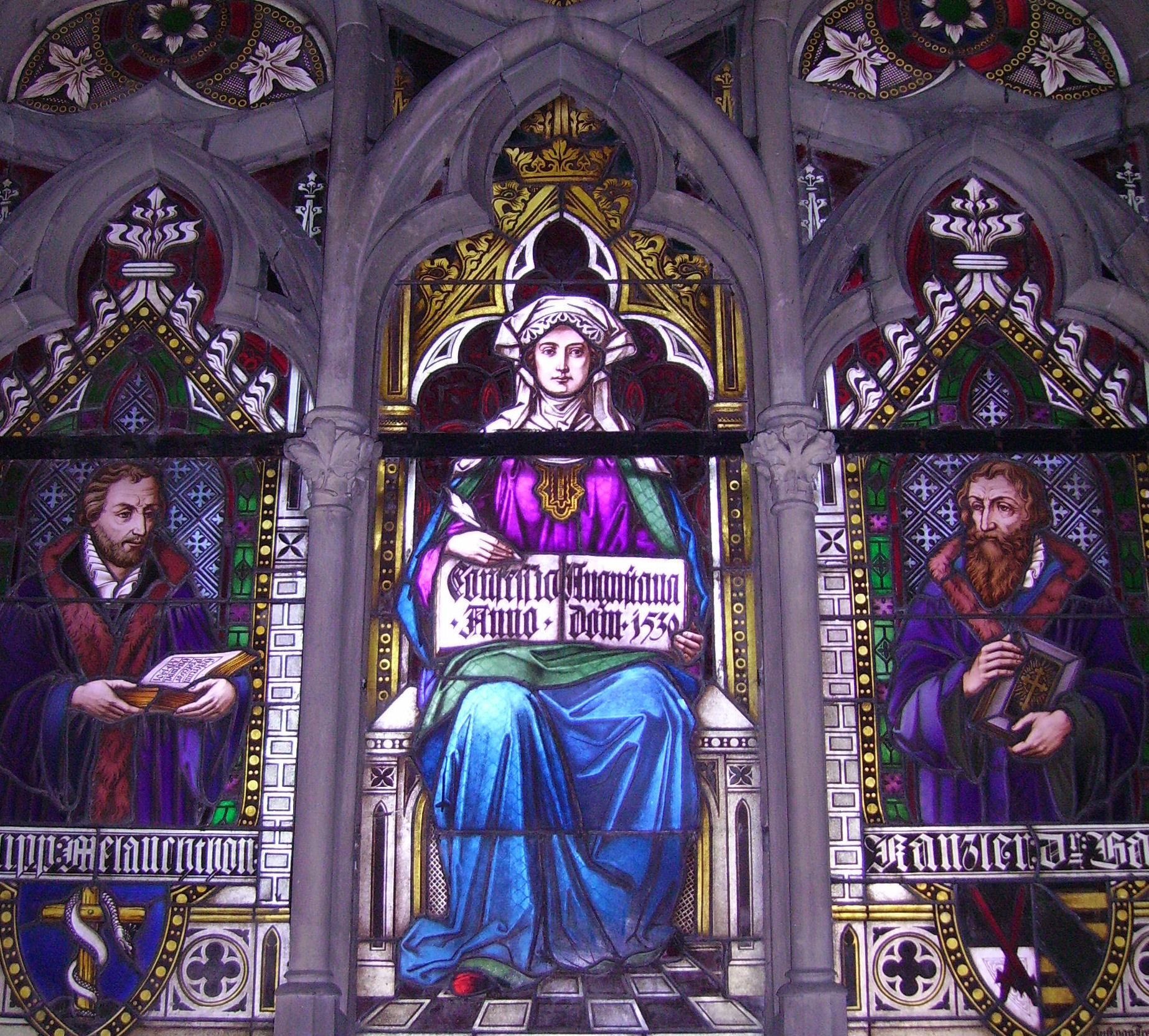
Alegoria Wyznania augsburskiego – witraż w Kościele Pamięci w Spirze

## Tekst i wydania
Wyznanie augsburskie, pomijając przedmowę, pisane było równolegle w językach łacińskim i niemieckim – żadna z pierwotnych wersji nie była tłumaczeniem drugiej. Oryginalne teksty w obu językach przepadły. 26 czerwca 1530 roku cesarz zabronił rozpowszechniania Wyznania augsburskiego, jednak jeszcze w czasie trwania sejmu pojawiło się sześć wydań niemieckich i jedno łacińskie. Zawierały one błędy i niedokładności, dlatego wiosną 1531 roku ukazało się zatwierdzone przez Melanchtona wydanie Wyznania augsburskiego i jego Obrony, tzw. editio princeps. Analiza tekstu wykazuje jednak, że teksty w nim opublikowane różnią się od oryginałów. Księga zgody z 1580 roku zawierała tekst łaciński według editio princeps, natomiast tekst niemiecki według rękopisu mogunckiego, błędnie uważanego za oryginał.

## Treść
Proces powstawania Wyznania augsburskiego wywarł znaczący wpływ na jego ton i treść. Był to dokument jednocześnie teologiczny, jak i polityczny. Z politycznego punktu widzenia Wyznanie stanowiło potwierdzenie wierności stanów ewangelickich prawu Rzeszy i służyć miało utrzymaniu pokoju międzywyznaniowego. Z teologicznego punktu widzenia miało być ono zarówno wyznaniem wiary, jak i obroną stanowiska obozu ewangelickiego przed zarzutami o sekciarstwo.
Wyznanie augsburskie stara się wykazać zgodność nauczania ewangelickiego nie tylko z Pismem Świętym, ale i z Kościołem katolickim „jak dalece jest on znany z pisarzy”. Dążenie do jedności i zgody sprawiło, że Wyznanie augsburskie pomija niektóre istniejące już w chwili jego powstania różnice pomiędzy ewangelikami a katolikami. Brak tu odrzucenia nauki o transsubstancjacji czy nieuznawanych przez luteranów sakramentów, albo też wyraźnego podkreślenia zasady sola scriptura. Nie zmienia to faktu, że jest to w swej wymowie wyznanie zdecydowanie luterańskie, zwłaszcza przez wyraźne podkreślenie artykułu o usprawiedliwieniu przez wiarę.

### Przedmowa
Przedmowa do Wyznania augsburskiego (nie zawierana w polskich wydaniach) została napisana w języku niemieckim przez Gregora Brücka, a przetłumaczona na łacinę przez Justusa Jonasa. Odwołując się do edyktu cesarskiego zwołującego sejm w Augsburgu przedstawia istniejące rozdarcie jako spór dwóch równoprawnych ugrupowań. W dyplomatyczny sposób obarcza cesarza odpowiedzialnością, że nie chce wystąpić jako sędzia w tej sprawie. Zastrzega też, że na sejmie w Augsburgu spór może być rozwiązany jedynie polubownie (nawiązanie do wydarzeń z sejmu w Spirze z 1529 roku), a ostateczną instancją powinien być sobór powszechny (w 1530 roku wśród ewangelików utrzymywała się jeszcze wiara w rozwiązanie sporu przez sobór).

### Część zasadnicza
Wyznanie augsburskie składa się z 28 artykułów. W pierwotnej wersji nie posiadały one tytułów, które zostały dodane w wersji oddanej do druku. Pierwsze 21 artykułów („główne artykuły wiary”) stanowi zasadnicze credo luteranizmu. Mają one służyć za dowód, że ewangelicy są w zgodzie z nauką katolicką, a gdzie od niej odstępują, tam jedynie powracają do pierwotnej nauki Kościoła. W artykułach 22–28 („artykuły, w których się rozpatruje zniesione nadużycia”) autor dowodzi, że ze względu na sumienie zbory ewangelickie musiały odstąpić od niektórych nauk i praktyk, a wprowadzone reformy mają podparcie nie tylko w Piśmie Świętym, ale i praktyce i nauce Kościoła.

#### Główne artykuły wiary
| Artykuł | Tytuł                        | Opis treści |
| ------- | ---------------------------- | --- |
| I       | O Bogu                       | Potwierdzona zostaje nauka o Trójcy, odrzucone zostają poglądy dawnych i nowych ruchów antytrynitarnych. |
| II      | O grzechu pierworodnym       | Ludzie rodzą się bez bojaźni Bożej i ze złymi pożądaniami (konkupiscencją); to przyrodzone skażenie prawdziwie jest grzechem i ściąga potępienie na tych, co nie narodzą się przez chrzest i z Ducha Świętego. |
| III     | O Synu Bożym                 | Artykuł obejmuje zarówno osobę, jak i dzieło Chrystusa. Potwierdzona zostaje nauka o wcieleniu, unii osobowej, pojednaniu przez ofiarę Chrystusa złożoną za wszystkie grzechy i innych artykułach zawartych w wyznaniu apostolskim. |
| IV      | O usprawiedliwieniu          | Człowiek nie może zostać usprawiedliwiony własnymi siłami, ale jedynie darmo z łaski. Przyczyną usprawiedliwienia jest wyłącznie Chrystus, a drogą jedynie wiara. Sprawiedliwość osiągana przez wiarę jest przypisana człowiekowi. |
| V       | O służbie Kościoła           | Wolna łaska Boża, wzbudzająca usprawiedliwiającą wiarę, udzielana jest przez środki łaski, Słowo i sakramenty, dlatego też ustanowiona jest służba zwiastowania Ewangelii i udzielania sakramentów. |
| VI      | O nowym posłuszeństwie       | Usprawiedliwiająca wiara powinna pociągać za sobą dobre uczynki. Dobre uczynki powinno się sprawować ze względu na wolę Bożą, a nie by nimi zasłużyć na usprawiedliwienie. |
| VII     | O Kościele                   | Kościół jest „zgromadzeniem świętych”. O jedności Kościoła decyduje to, co jest jego istotą, a więc zgodność w nauce Ewangelii i sprawowaniu sakramentów, a nie w ludzkich tradycjach i obrzędach. |
| VIII    | Czym jest Kościół?           | Kościół istnieje w świecie, w którym pobożni pomieszani są z bezbożnymi. Efektywność środków łaski nie zależy od godności osób ich udzielających, gdyż opierają się na ustanowieniu Chrystusa. |
| IX      | O Chrzcie                    | Chrzest jest konieczny do zbawienia, gdyż przez niego ofiarowana jest łaska Boża. Należy chrzcić dzieci. |
| X       | O Wieczerzy Pańskiej         | W Wieczerzy Pańskiej prawdziwie obecne i rozdzielane są ciało i krew Chrystusa. |
| XI      | O spowiedzi                  | Należy zachować rozgrzeszenie prywatne, ale do jego uzyskania nie jest konieczne wyliczenie wszystkich grzechów, które nawet nie jest możliwe. |
| XII     | O pokucie                    | Grzesznik zawsze ma możliwość pokuty, która składa się z dwóch części: skruchy i wiary. Pokuta powinna pociągać za sobą dobre uczynki, ale nie jest konieczne zasłużenie na odpuszczenie grzechów przez zadośćuczynienie. Odrzucony zostaje nowacjanizm, jak i pogląd, że usprawiedliwieni nie mogą już utracić swojego zbawienia, albo są tak doskonali, że nie mogą zgrzeszyć. |
| XIII    | O przyjmowaniu sakramentów   | Sakramenty są znakami Bożej woli dla człowieka, a nie tylko znakami rozpoznawczymi dla ludzi. Do sakramentów należy przystępować z wiarą w związane z nimi obietnice. |
| XIV     | O porządku w Kościele        | Nikt nie powinien nauczać publicznie w Kościele ani udzielać sakramentów, jeśli nie został „należycie powołany”. |
| XV      | O obyczajach kościelnych     | Zwyczaje kościelne należy zachować, jeśli nie prowadzą do grzechu i służą zachowaniu porządku w Kościele, jednak nie należy obciążać nimi sumień ani traktować jako niezbędnych do zbawienia, ani jako uczynków zasługujących na łaskę i odpuszczenie grzechów. |
| XVI     | O sprawach publicznych       | Chrześcijanin może w zgodzie w sumieniem działać w życiu publicznym i gospodarczym, w tym pełnić urzędy publiczne i brać udział w sprawiedliwych wojnach; życie chrześcijańskie nie polega na ucieczce od świata. Powinien być posłuszny władzom, chyba że nakazują grzeszyć. |
| XVII    | O przyjściu Chrystusa na sąd | Potwierdzona zostaje wiara w powtórne przyjście Chrystusa na Sąd Ostateczny oraz w wieczne zbawienie i potępienie. Odrzucona zostaje nauka o apokatastazie i ziemskim „tysiącletnim królestwie”. |
| XVIII   | O wolnej woli                | Człowiek ma „pewną swobodę” woli w sprawach ziemskich, objętych władzą rozumu, w tym w wypełnianiu sprawiedliwości cywilnej, jednak bez pomocy Ducha Świętego nie może osiągnąć sprawiedliwości Bożej czy też duchowej. |
| XIX     | O przyczynie grzechu         | Bóg nie jest przyczyną grzechu, a jedynie wola diabła i złych ludzi. |
| XX      | O wierze i dobrych uczynkach | Wiara usprawiedliwiająca to nie tylko wiedza o wydarzeniach historycznych, ale ufność w Bożą łaskę. Tylko świadomość usprawiedliwienia z wiary daję pociechę. Taka wiara pociąga za sobą dobre uczynki. Należy nauczać o uczynkach zgodnych z powołaniem, a nie niepotrzebnych obrzędach.                                                                                        |
| XXI     | O oddawaniu czci świętym     | Święci mogą służyć jako wzór do naśladowania, ale nie należy ich wzywać ani ubiegać się o ich pomoc. |

#### Artykuły w których się rozpatruje zniesione nadużycia
| Artykuł | Tytuł                   | Opis treści |
| ------- | ----------------------- | --- |
| XXII    | O obu postaciach        | Wieczerza Pańska powinna być udzielana wszystkim pod obiema postaciami. |
| XXIII   | O małżeństwie kapłanów  | Małżeństwo jest porządkiem Bożym. Celibat powinien być zniesiony, zwłaszcza że prowadzi do gorszących zjawisk. |
| XXIV    | O mszy                  | Msza nie jest ofiarą przebłagalną działającą ex opere operato. Celem nabożeństwa jest pouczanie wiernych i udzielanie im Wieczerzy Pańskiej. Nie należy sprawować mszy prywatnych ani dla zarobku. |
| XXV     | O spowiedzi             | Nie jest konieczne wymienianie w spowiedzi wszystkich grzechów. Nie należy udzielać Wieczerzy Pańskiej bez uprzedniego wyspowiadania i rozgrzeszenia. |
| XXVI    | O rozróżnianiu pokarmów | Ludzkie tradycje mające na celu wysłużenie łaski są przeciwne Ewangelii. |
| XXVII   | O ślubach zakonnych     | Życie zakonne nie jest doskonalsze od życia świeckiego. Śluby zakonne nie są wiążące, gdyż składano je w oparciu o błędne przesłanki. |
| XXVIII  | O władzy kościelnej     | Biskupi mają z prawa Bożego władzę nauczania, sprawowania sakramentów, odpuszczania grzechów i strzeżenia czystości nauki, nie mają natomiast władzy w sprawach świeckich. Biskupi nie mają prawa wprowadzać zarządzeń sprzecznych z Ewangelią ani ustanawiać przepisów, od których wypełniania uzależniona byłaby łaska i usprawiedliwienie. Jeśli biskupi głoszą coś sprzecznego z Ewangelią, wówczas zbory mają prawo im się sprzeciwić. |

## Wyznaniea dialog ekumeniczny
W XX wieku Wyznanie augsburskie stało się przedmiotem dialogu katolicko-luterańskiego. Po soborze watykańskim II toczyła się dyskusja, co do możliwości „uznania” Wyznania przez Kościół katolicki. Sceptyczne stanowisko zajął m.in. w 1976 roku Joseph Ratzinger (od 2005 roku papież Benedykt XVI). W 1980 roku ukazał się poświęcony tematowi Wyznania augsburskiego dokument Ewangelia – sakramenty – urząd i jedność Kościoła. Ekumeniczne oddziaływanie Wyznania augsburskiego, pod redakcją luterańskiego teologa Edmunda Schlinka i katolickiego teologa Karla Lehmanna, późniejszego kardynała. Refleksja na temat kluczowej dla Wyznania augsburskiego kwestii usprawiedliwienia przez wiarę znalazła swój wyraz we Wspólnej deklaracji o usprawiedliwieniu z 1999 roku.

## Upamiętnienie
Na pamiątkę ogłoszenia Wyznania augsburskiego dzień 25 czerwca jest obchodzony przez luteranów jako święto – Pamiątka Wyznania Augsburskiego. Okrągłe rocznice były okazją do szczególnych form upamiętnienia:
- W 50. rocznicę opublikowano Księgę zgody.
- 200. rocznicę upamiętniono pierwszym wykonaniem kantaty Jana Sebastiana Bacha Gott, man lobet dich in der Stille.
- 300. rocznicę upamiętnić miała V Symfonia Feliksa Mendelssohna, zwana Symfonią Reformacyjną. Kompozytor nie zdołał ukończyć jej w terminie.

Marcin Zygmunt Zieleński upamiętnił Wyznanie augsburskie wierszem nawiązującym swą treścią do 21 artykułów jego pierwszej części.

## Wydania polskie
Do 1956 roku Wyznanie augsburskie miało w języku polskim 19 wydań:
| Wydanie | Tłumacz                               | Miejsce    | Rok         | Uwagi                                                                        |
| ------- | ------------------------------------- | ---------- | ----------- | ---------------------------------------------------------------------------- |
| 1.      | Jan Seklucjan                         |            | 1540        |                                                                              |
| 2.      | Stanisław Lutomirski                  | Królewiec  | 1556        |                                                                              |
| 3.      | Jan Radomski                          | Królewiec  | 1561        | Przekład dokonany na zlecenie księcia Albrechta Hohenzollerna                |
| 4.      | Marcin Kwiatkowski                    |            | 1561        | Przekład Zmienionego Wyznania augsburskiego, dokonany za zachętą Melanchtona |
| 5.      |                                       | Kraków     | 1564        |                                                                              |
| 6.      |                                       | Sandomierz | 1570        | Wydanie z dołączonym tekstem zgody sandomierskiej                            |
| 7–8.    | Erazm Gliczner                        | Gdańsk     | 1591, 1594  | Tłumaczenie tekstu łacińskiego                                               |
| 9.      | Kacper Diriga                         | Toruń      | 1636        |                                                                              |
| 10.     | Jan Herbinius                         | Gdańsk     | 1675        |                                                                              |
| 11.     |                                       | Brzeg      | 1730        |                                                                              |
| 12.     | Marcin Zygmunt Zieleński              | Lipsk      | 1730        |                                                                              |
| 13.     |                                       | Gdańsk     | 1730        |                                                                              |
| 14.     | Leopold Otto                          | Warszawa   | 1852        | Tłumaczenie tekstu niemieckiego                                              |
| 15.     | Leopold Otto                          | Warszawa   | 1877–1878/9 | Tłumaczenie tekstu łacińskiego z objaśnieniami                               |
| 16.     | W. P. Angerstein                      | Warszawa   | 1883        | Wydanie z objaśnieniami                                                      |
| 17.     | Henryk Bartsch, Aleksander Schoeneich | Warszawa   | 1888        | Tłumaczenie tekstu łacińskiego                                               |
| 18.     |                                       | Cieszyn    | 1889        |                                                                              |
| 19.     |                                       | Londyn     | 1956        | Tłumaczenie z tekstów oryginalnych                                           |

Niektóre współczesne wydania (przekład Janusza W. Jaskowskiego):
- Konfesja Augsburska z 1530 r. Nowy przekład, Warszawa 1970.
- Wybrane Księgi Symboliczne Kościoła Ewangelicko-Augsburskiego, Warszawa 1980.
- Wyznanie augsburskie (Konfesja Augsburska) z 1530 roku. 95 tez ks. Marcina Lutra z 1517 roku, Bielsko-Biała 1999.
- Księgi Wyznaniowe Kościoła Luterańskiego, Bielsko-Biała 1999, 2003, s. 143–163.